# Llibre d'hores de Jeanne d'Evreux
El Llibre d'hores de Jeanne d'Evreux és un llibre d'hores medieval realitzat per Jean Pucelle per orde de Carles IV de França (regnat 1322-1328) per a la seva esposa Joana d'Evreux, probablement per la seva coronació. Va ser composta a París entre 1325 i 1328. D'això es desprèn la litúrgia de les hores dels dominicans.

## Històric
A la mort de Jeanne el 1371, aquest manuscrit il·luminat passa a Carles V de França, a continuació al seu germà, el duc Jean de Berry (1340-1416). Un inventari de la biblioteca menciona el 1401 el manuscrit com: « item unes petites hores de Nostre Corona, nomenades Hores de Pucelle, Manuscrit il·luminat de blanc i de negre, a l'ús dels Prescheurs». el duc de Berry en fa reproduir figures grotesques a les seves Grans Hores.
Entra més tard en possessió del baró Louis-Jules del Châtelet al segle xvii i al XIX a la col·lecció dels barons Edmond i Alphonse de Rothschild. El baró Maurici de Rothschild el ven el 1954 al Museu Metropolità d'Art de Nova York, on s'ha conservat al The Cloisters.

## Descripció
El manuscrit comprèn 209 pàgines de 94 mm sobre 64 mm amb un text en llatí i vint-i-cinc miniatures de plena pàgina i aproximadament set-cents petites figures marginals al marge dels folis. Les miniatures s'han fet segons la tècnica de la grisalla, de la qual Pucelle era familiar des d'una estada a Itàlia. La perspectiva de la casa de la Verge de l'Anunciació està tractada a la manera de Duccio di Buoninsegna.
Els experts consideren que és l'únic manuscrit de Pucelle qui és totalment de la seva mà. Les miniatures del llibre d'hores s'han dividit en tres cicles: els dos primers han consagrat a la Passió del Crist, el tercer descriu la vida del rei sant Lluíss (canonitzat el 1297) en nou episodis, el que va fer a l'època un objecte de gran valor pel Tribunal de França. La finesa dels traços i l'absència gairebé completa de colors traduït l'esme d'ascetisme que ha volgut transmetre Jean Pucelle. S'observa igualment, com al bréviaire de Belleville (1323-1326), una influència italiana, amb el domini i l'elegància del gust francès.

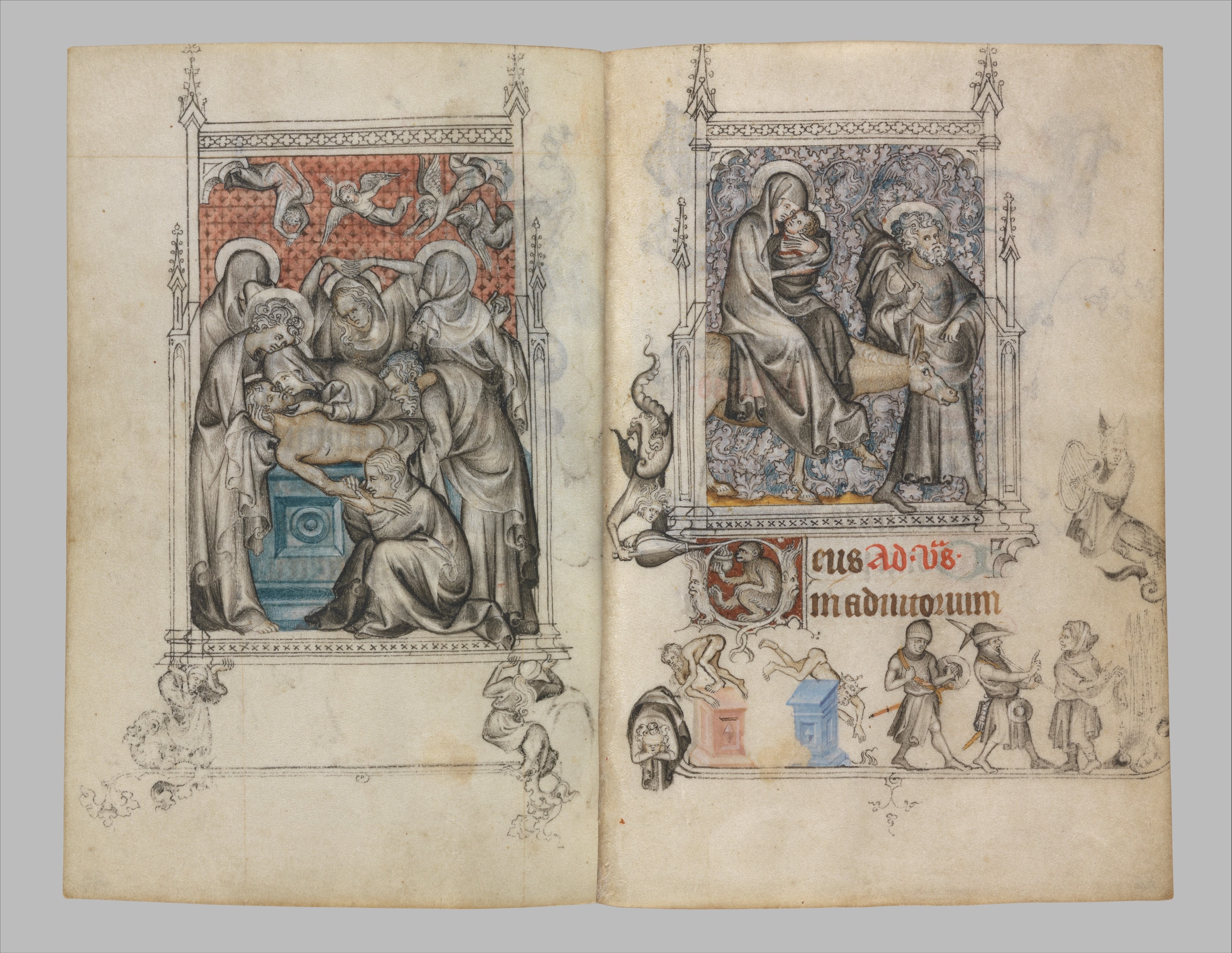
Lamentació i Fugida a Egipte
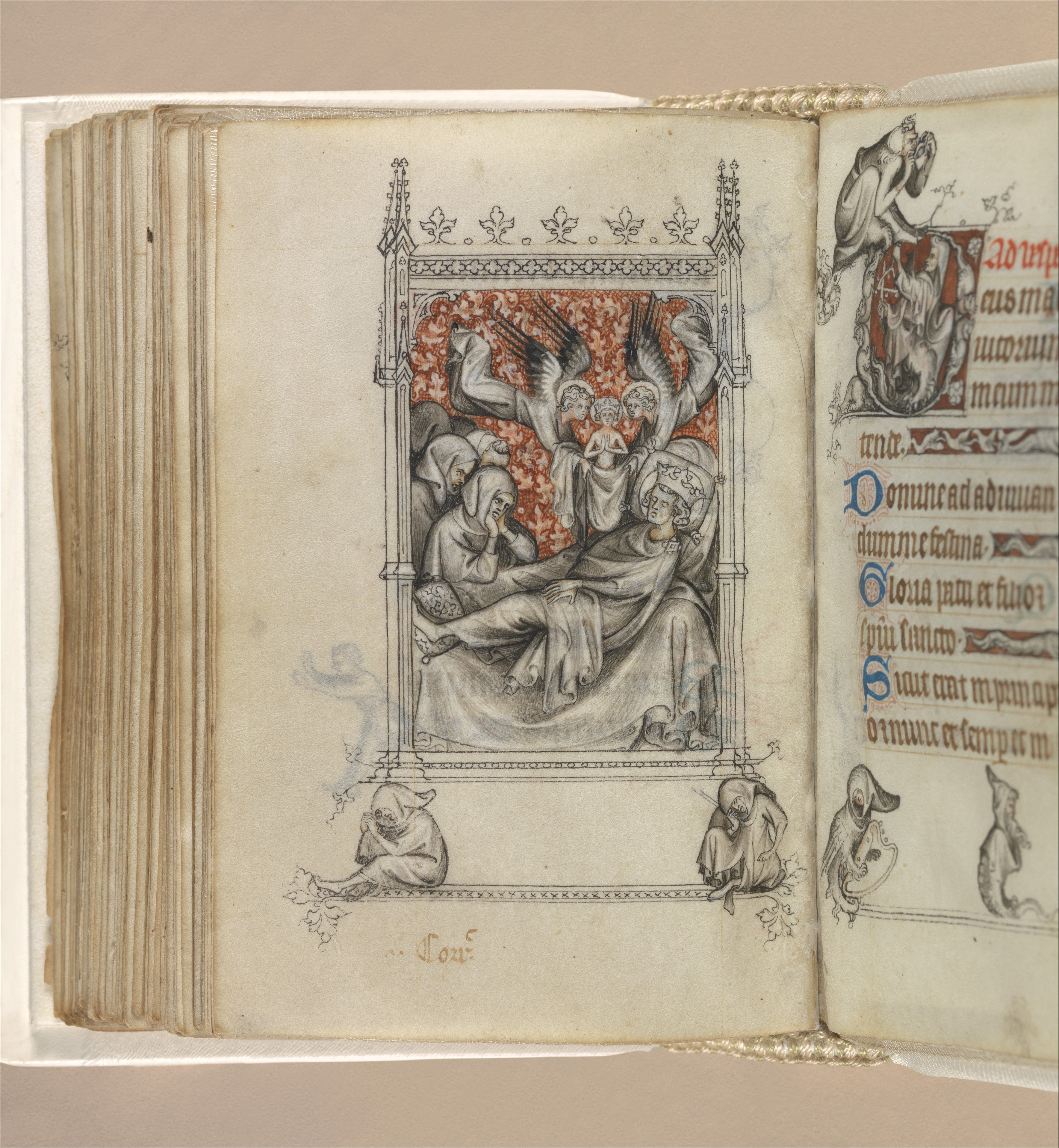
Mort de sant Lluís
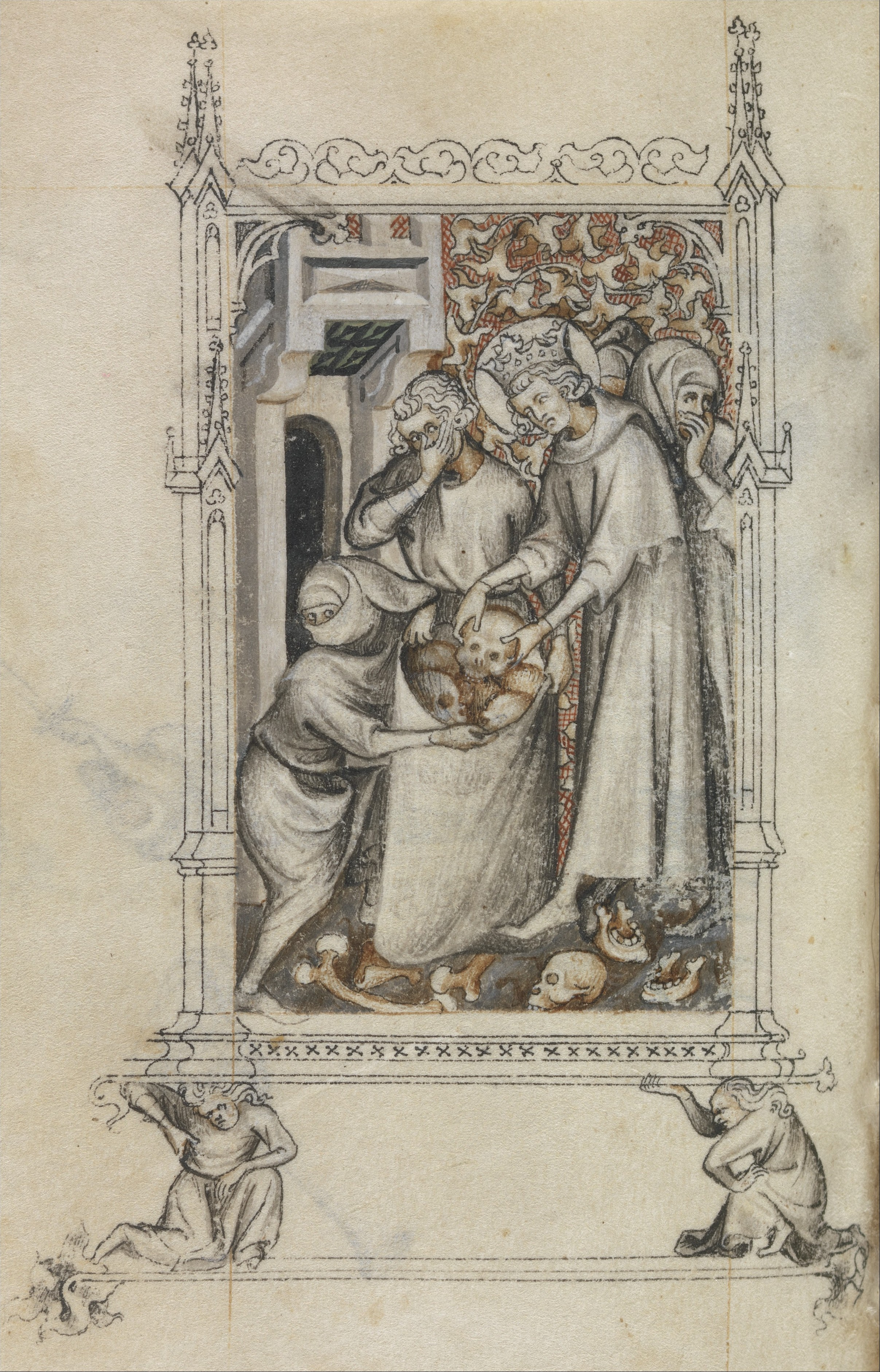
Escena de la vida de sant Lluís amb leprosos
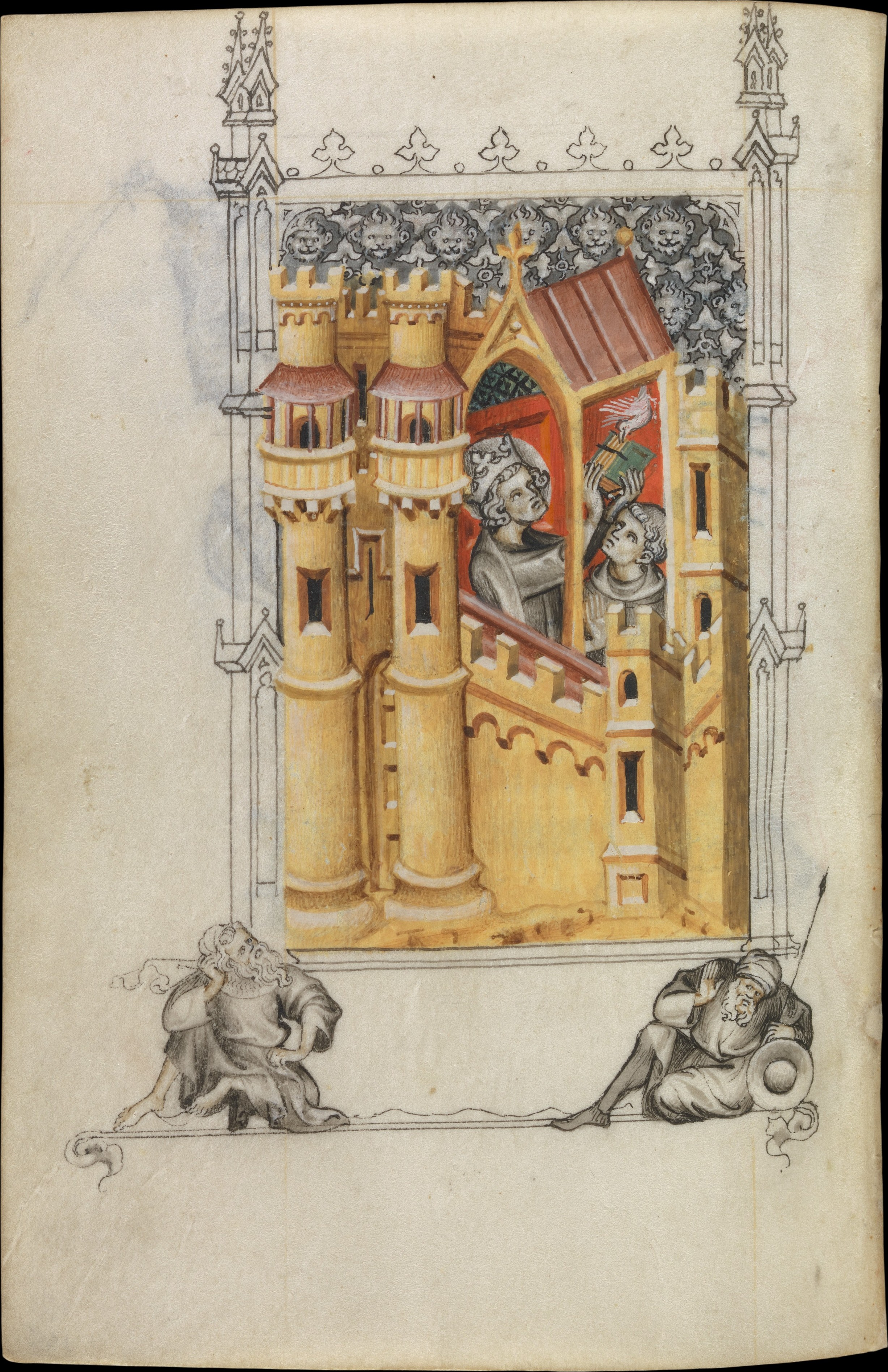
Escena de la vida de sant Lluís
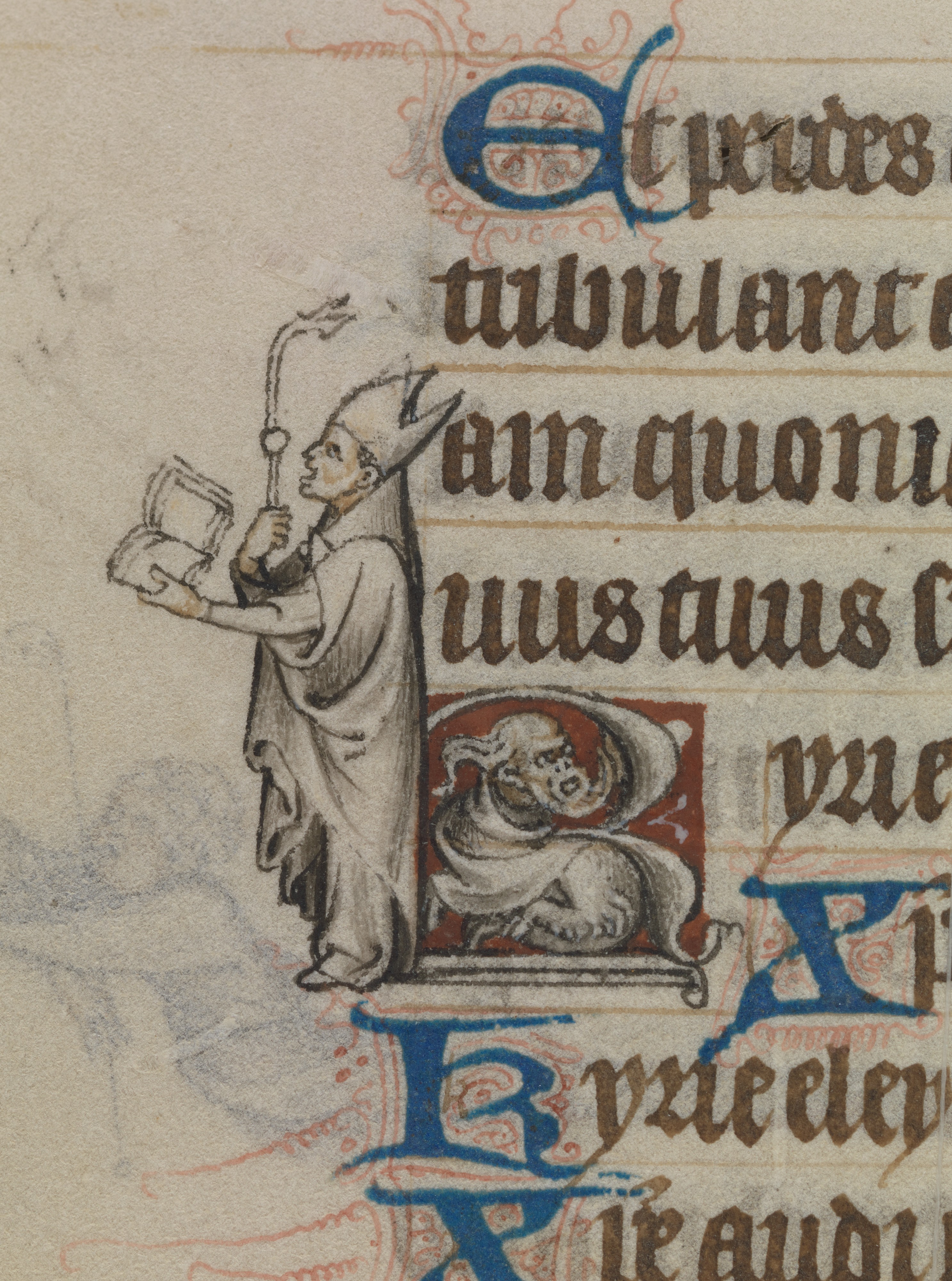
Detall d'un foli
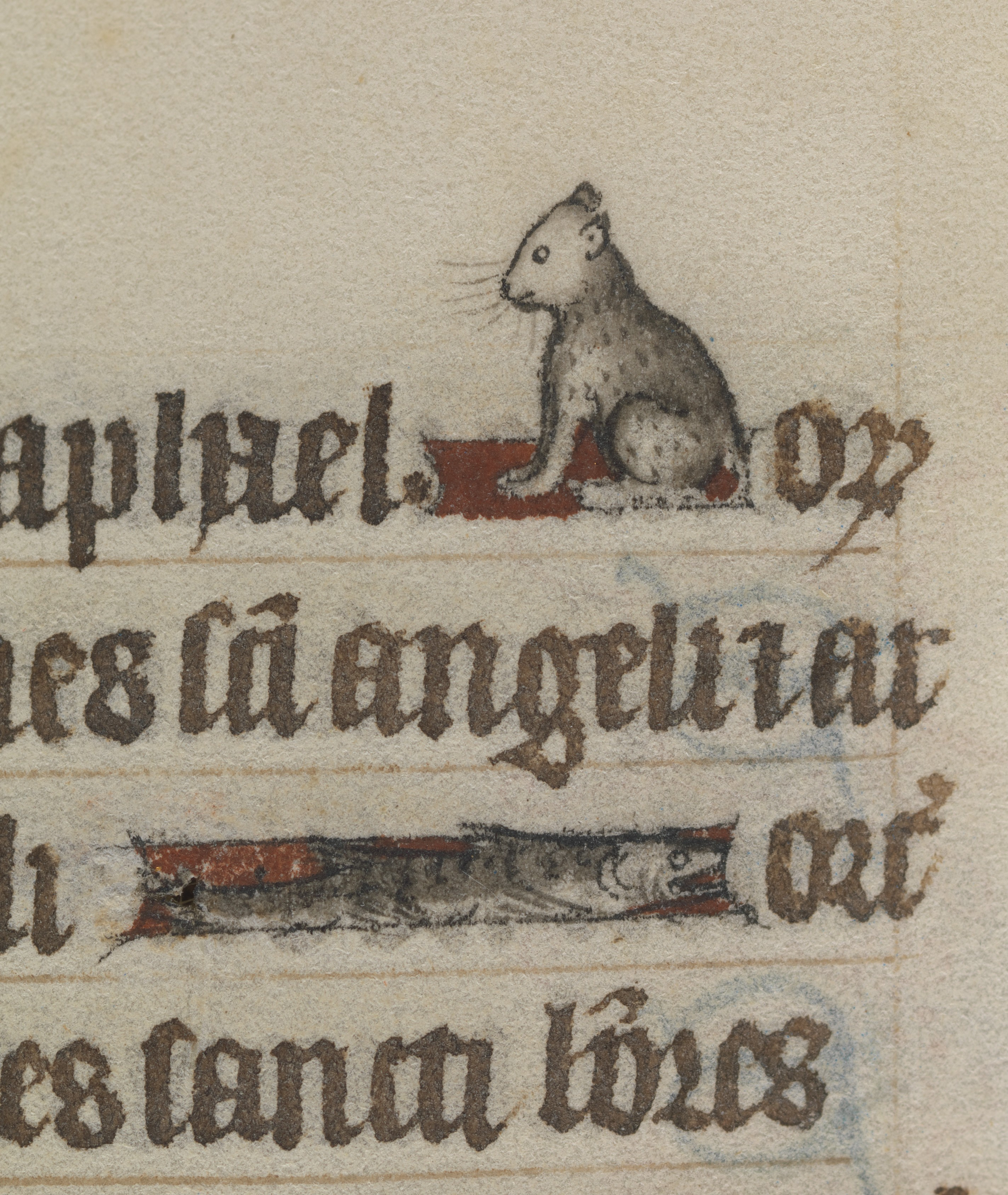
Detall d'un foli
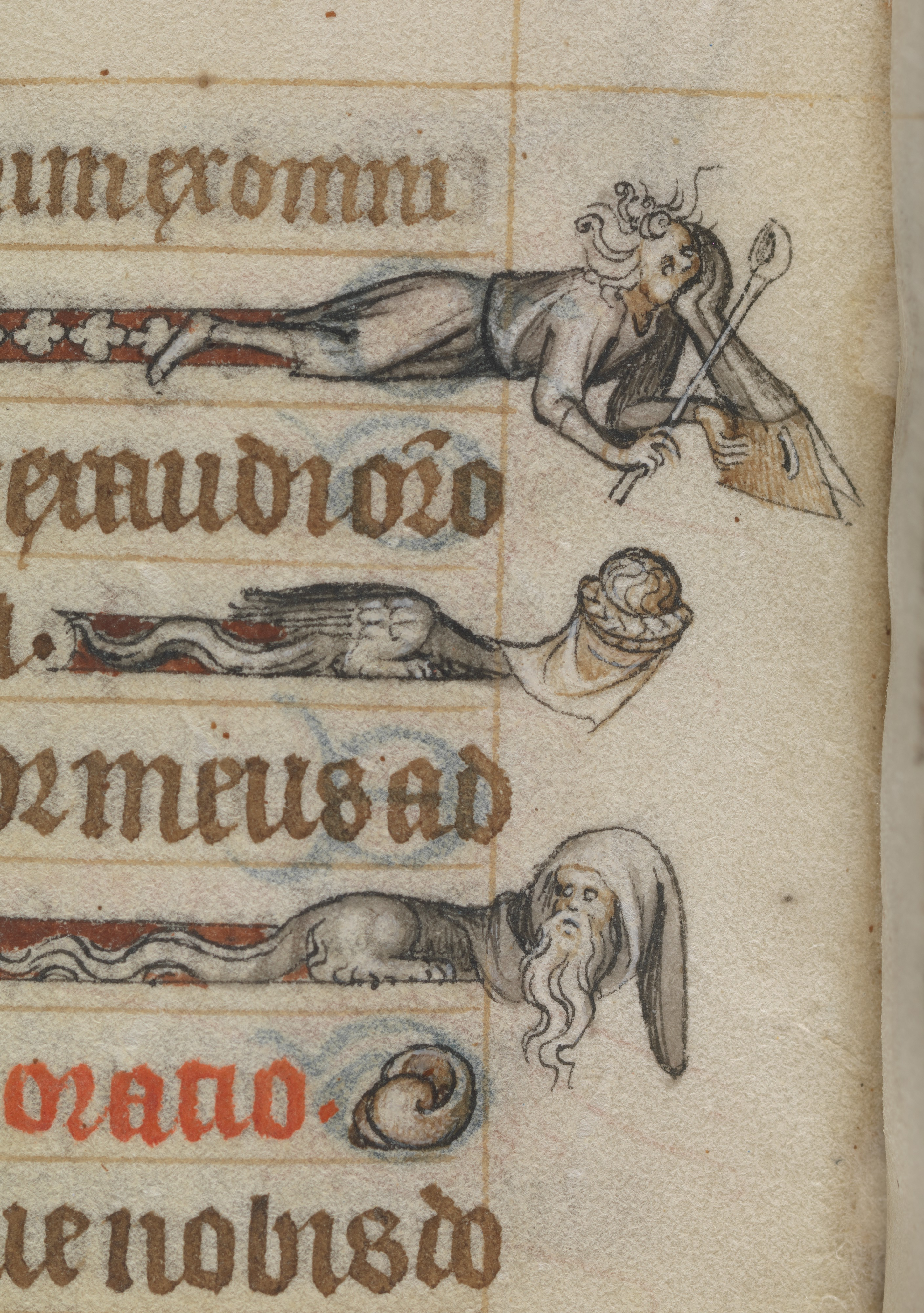
Detall d'un foli